# جايدن مارتيل

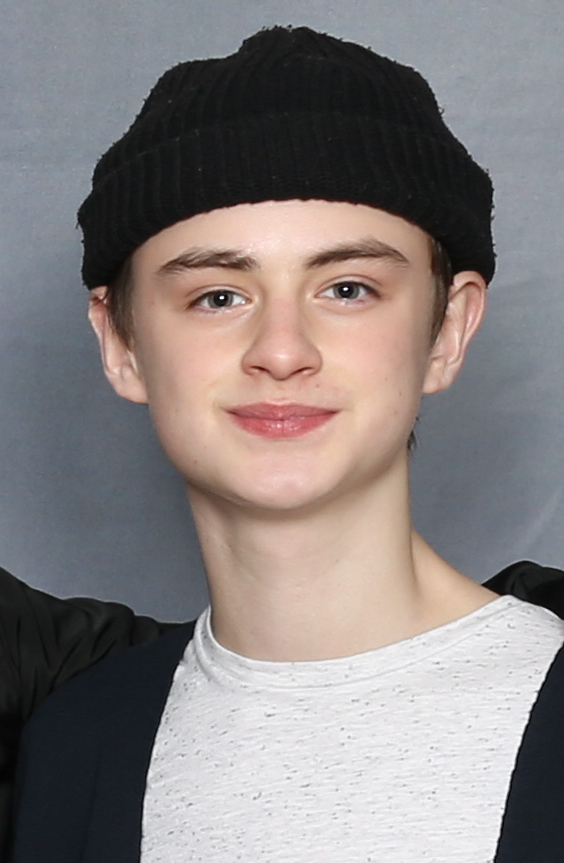
جايدن مارتيل في كواليس فيلم ات

جايدين مارتيل (بالإنجليزية: Jaeden Lieberher) (مواليد 4 يناير 2003 باسم جايدين ليبرهير) هو ممثل أمريكي. وهو معروف بدور بيل دينبرو في سلسلة أفلام إت، جيكوب باربر في مسلسل ديفينينق جيكوب، هنري في كتاب هنري، ألتون ماير في فيلم ميدنايت سبيشل، أنتوني في ذا كونفيرميشن، وأوليفر برونشتاين في سانت فنسنت، وبعض الأعمال الأخرى.

## حياته
ولد مارتيل في 4 يناير 2003 باسم جايدين ليبرهير، في فيلادلفيا، بينسلفانيا، الولايات المتحدة، وهو ابن الطاهي التنفيذي ويس ليبرهير وأنجيلا تيريسا مارتيل. جدته تشيسون مارتيل (أم والدته) كورية. ترعرع جايدن في فيلادلفيا، وفي 2011 عندما كان يبلغ من العمر ثماني سنوات انتقل إلى لوس انجلوس، في أول ست سنوات في مسيرته المهنية كان يعرف باسم جايدن ليبرهير، لكن في 2019 قام بتغيير اسم عائلة والده إلى اسم عائلة والدته بشكل قانوني، ليصبح اسمه جايدن مارتيل، تكريمًا لها ولمساندته في مسيرته.

## المسيرة المهنية
كان أول دور تمثيلي لمارتيل في إعلان تجاري لهوت ويلز. ظهر بعد ذلك في العديد من الإعلانات التجارية الأخرى ، بما في ذلك قوقل وموني سوبر ماركت وليبرتي ميوتيوال وهيونداي وفيريزون فيوس وجنرال إلكتريك. كان أول دور رئيسي له في فيلم روائي طويل في فيلم سانت فنسنت لعام 2014 ، حيث قام بأداء الدور الرئيسي إلى جانب بيل موري. فيما بعد أوصى موري بجايدن إلى كاميرون كرو الذي قام بإخراج فيلم الوها (2015)، لعب جايدن دور ميتشل في ذلك الفيلم. في عام 2017 قام بأداء دور الشخصية الرئيسية في فيلم ذا بوك اوف هنري. تلقى مارتيل المزيد من التقدير بعد لعبه لدور البطولة بدور بيل دينبرو في فيلم الرعب الخارق إت (2017) وجزءه الثاني إت: تشابتر تو (2019).
في عام 2019، كان جايدن أيضًا جزءًا من الطاقم التمثيلي للمخرج ريان جونسون في فيلم الجريمة الغامض نايفس آوت. وفي مارس 2019، انضم إلى طاقم مسلسل ديفيندينق جيكوب، المبني على رواية ويليام لانداي التي تحمل نفس اسم المسلسل، والتي لمت شمل جايدن مع النجم المشارك في فيلم نايفس آوت، كريس إيفانز. في 30 أبريل 2020، في مقابلة مباشرة على إنستجرام مع مجلة تين فوق، أكد جايدن أنه انضم إلى طاقم فيلم Tunnels، وشارك في البطولة مع سوزان سارندون، في دور الأخ الأصغر الذي يواجه العنف المسلح غرايسون ميتشل. لم يتم تحديد موعد صدور الفيلم حتى الآن.

## الأعمال

### الأفلام
| العام | الفيلم                             | دور                 | ملاحظات   |
| ----- | ---------------------------------- | ------------------- | --------- |
| 2013  | الحزن                              | الطفل               | فيلم قصير |
| 2014  | سانت فنسنت                         | أوليفر برونشتاين    |           |
| 2014  | اللعب بارد                         | 6 سنوات من العمر لي |           |
| 2015  | الوها                              | ميتشل               |           |
| 2015  | Framed: The Adventures of Zion Man | والتر               | فيلم قصير |
| 2016  | سبيشال ميدنايت                     | ألتون ماير          |           |
| 2016  | ذا كونفيرميشن                      | أنتوني              |           |
| 2017  | كتاب هنري                          | هنري النجار         |           |
| 2017  | إت                                 | بيل دينبرو          |           |
| 2019  | ذا لودج                            | ايدن                |           |
| 2019  | لو تايد                            | بيتر                |           |
| 2019  | The True Adventures of Wolfboy     | بول                 |           |
| 2019  | إت: الفصل الثاني                   | بيل دينبرو الصغير   |           |
| 2019  | نايفس آوت                          | جيكوب ثرومبي        |           |
| 2022  | أسياد المعادن                      | كيفن شليب           |           |
| 2022  | هاتف السيد هاريجان                 | كريغ                |           |
| 2024  | أركاديان                           | جوزيف               |           |
| 2024  | Y2K                                | إلي                 |           |
| 2025  | بطلنا، بلثازار                     | بلثازار             | منتج أيضًا |

### المسلسلات
| العام     | العنوان          | دور            | ملاحظات                                     |
| --------- | ---------------- | -------------- | ------------------------------------------- |
| 2015      | أميريكان داد!    | صوت إضافي      | مسلسل رسوم متحركة، الحلقة: "My Affair Lady" |
| 2015-2016 | ماجستير في الجنس | جوني الماجستير | 11 حلقة                                     |
| 2020      | الدفاع عن جيكوب  | جيكوب باربر    | الدور الرئيسي، 8 حلقات                      |
| 2021      | Calls            | جاستين         | حلقة "أمي"                                  |
| 2023      | باري             | جون بيركمان    | حلقة "واو"                                  |

## الجوائز والترشيحات
| العام | جائزة                                 | الفئة                                        | دافع | نتيجة |
| ----- | ------------------------------------- | -------------------------------------------- | --- | ----- |
| 2014  | لاس فيغاس جوائز جمعية نقاد السينما    | الشباب في الفيلم                             | سانت فنسنت | فوز   |
| 2014  | فينيكس جوائز جمعية نقاد السينما       | أفضل أداء من قبل شاب في قيادة أو دعم دور رجل | سانت فنسنت | فوز   |
| 2014  | واشنطن منطقة جوائز جمعية نقاد السينما | أفضل أداء شاب                                | سانت فنسنت | رُشِّح   |
| 2015  | بث جوائز جمعية نقاد السينما           | أفضل ممثل شاب                                | سانت فنسنت | رُشِّح   |
| 2015  | على الانترنت السينما والتلفزيون جمعية | أفضل أداء شاب                                | سانت فنسنت | رُشِّح   |
| 2018  | إت                                    | جوائز إم تي في للأفلام                       | جائزة إم تي في لأفضل ثنائي على الشاشة (مع فين ولفهارد، صوفيا ليليس، وجاك ديلان غرازر، ويات أوليف، جيريمي راي تيلور، وشوزن جاكوبز) | فوز   |

## وصلات خارجية
- جايدن مارتيل على موقع IMDb (الإنجليزية)
- جايدن مارتيل على موقع روتن توميتوز (الإنجليزية)
- جايدن مارتيل على موقع ألو سيني (الفرنسية)
- جايدن مارتيل على موقع أول موفي (الإنجليزية)
- جايدن مارتيل على موقع قاعدة بيانات الفيلم (الإنجليزية)
- جايدن مارتيل على موقع كينوبويسك (الروسية)
- جايدن مارتيل على موقع قاعدة بيانات الأفلام العربية